# Loin de chez nous (chant)
Pour les articles homonymes, voir Loin de chez nous (homonymie).
Loin de chez nous est une marche militaire française.
Ce chant a été composé durant la guerre de 1870 par le gefreiter Kurt Moser du 29e Dresdener Schützen Regiment dans l'église de Villepinte (Aude) sur une musique d'un auteur inconnu sous le titre "Fern bei Sedan" (Sur les hauteurs de Sedan).
Il a été très populaire durant la Seconde Guerre mondiale où il a été chanté aussi bien par les Allemands que par les Français qui le connaissaient grâce aux scouts. Les paroles françaises sont de Georges Fleury.
Sur le même air, les Paras chantent aussi "Sur la route" créé dans les années 50 en Algérie. Il a même été interprété en 1942 dans le camp de concentration de Neuengamme sous le titre "Neuengamme Lagerlied "sur des paroles d'Alf Dortmann.

## Paroles
Loin de chez nous en Afrique

Combattait le bataillon

Pour refaire à la Patrie (bis)

Sa splendeur, sa gloire et son renom. (bis)

La bataille faisait rage

Lorsque l'un de nous tomba

Et mon meilleur camarade (bis)

Gisait là blessé auprès de moi. (bis)

Et ses lèvres murmurèrent

Si tu retournes au pays

A la maison de ma mère (bis)

Parle-lui dis lui des mots très doux. (bis)

Dis-lui qu'un soir en Afrique

Je suis parti pour toujours

Dis-lui qu'elle me pardonne (bis)

Car nous nous retrouverons un jour. (bis)

## Liens
- Mélodie sur http://musique-militaire.fr